# Милка Андреева
Милка Андреева е българска народна певица от златното поколение на Странджанския край.

## Биография
Милка Андреева е родена на 1 октомври 1951 година в с.Богданово, обл.Бургас. Тя е потомствена певица. Талантът е наследила от майка, баба и всички лели по майчина линия. За първи път стъпва на голяма сцена едва петнадесет годишна в гр. Средец, където учи и завършва средно образование. Първото ѝ участие в регионалния събор – надпяване „Босна“ е през 1966 г. Още тогава завладява публиката и получава първа награда. Постоянните участия в националните събори на „Петрова нива“, „Агликина поляна“, с. Граматиково, Копривщица, са донесли много отличия и награди. Оформянето на Милка Андреева, като професионална певица започва от 1969 г., когато е приета за солистка на „Странджанския ансамбъл“ гр.Бургас. В редиците на ансамбъла работи двадесет години.